# Žlabatka nervová
Žlabatka nervová (Cynips divisa) je druh žlabatky z čeledi žlabatkovití (Cynipidae), která způsobuje vznik charakteristických kulovitých hálek na listech dubu (Quercus). Hálky této žlabatky vznikají ve dvou fázích vývoje. Bezpohlavní generace vytváří hálky na listech, zatímco pohlavní generace produkuje menší hálky na pupenech dubu.

## Popis
Hálka má tvar lesklé, mírně zploštělé koule o velikosti 5–6 mm. Na jednom listu se může vyskytovat 10–15 hálek. Barva se mění od zelené přes žlutou a oranžovou až po červenohnědou. V pozdější fázi vývoje se na povrchu objevují otvory, kterými vylétají dospělí jedinci.

## Životní cyklus
Dospělí jedinci bezpohlavní generace se líhnou v říjnu. Po přezimování kladou partenogeneticky vajíčka, z nichž se v květnu v pupenech dubu vyvíjejí menší hálky. V červnu se z nich líhnou samečci a samičky, jejichž oplodněná vajíčka vyvolávají tvorbu hálek na listech.

## Ekologie a význam
Hálky poskytují ochranu a živiny larvám žlabatek. Slouží také jako úkryt pro některé druhy bezobratlých. Hálky vznikají přeměnou rostlinné tkáně, přičemž hmyz ovlivňuje jejich růst a strukturu.
Hálky mohou ovlivnit růst a rozmnožování hostitelských rostlin, protože mění směřování živin a ovlivňují fotosyntézu.

## Hosté v hálkách a parazité
V hálkách žlabatky nervové často žijí další druhy hmyzu, tzv. hosté v hálkách (inquilini), kteří využívají hálku jako úkryt a potravu, ale nejsou přímými parazity žlabatek.
Některé druhy vos mohou hálky parazitovat a klást do nich svá vajíčka.

## Galerie

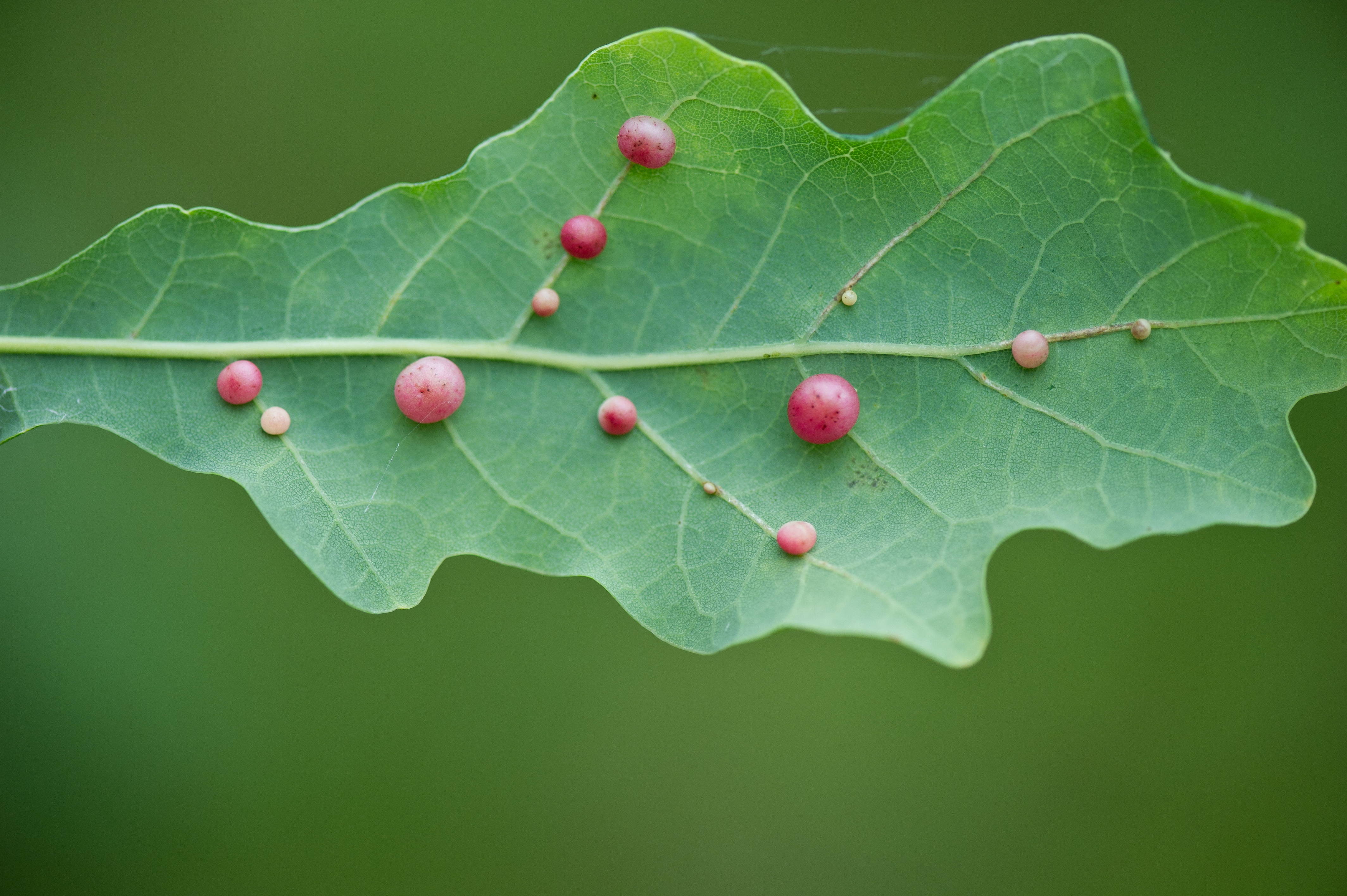
Hálky žlabatky nervové na dubovém listu
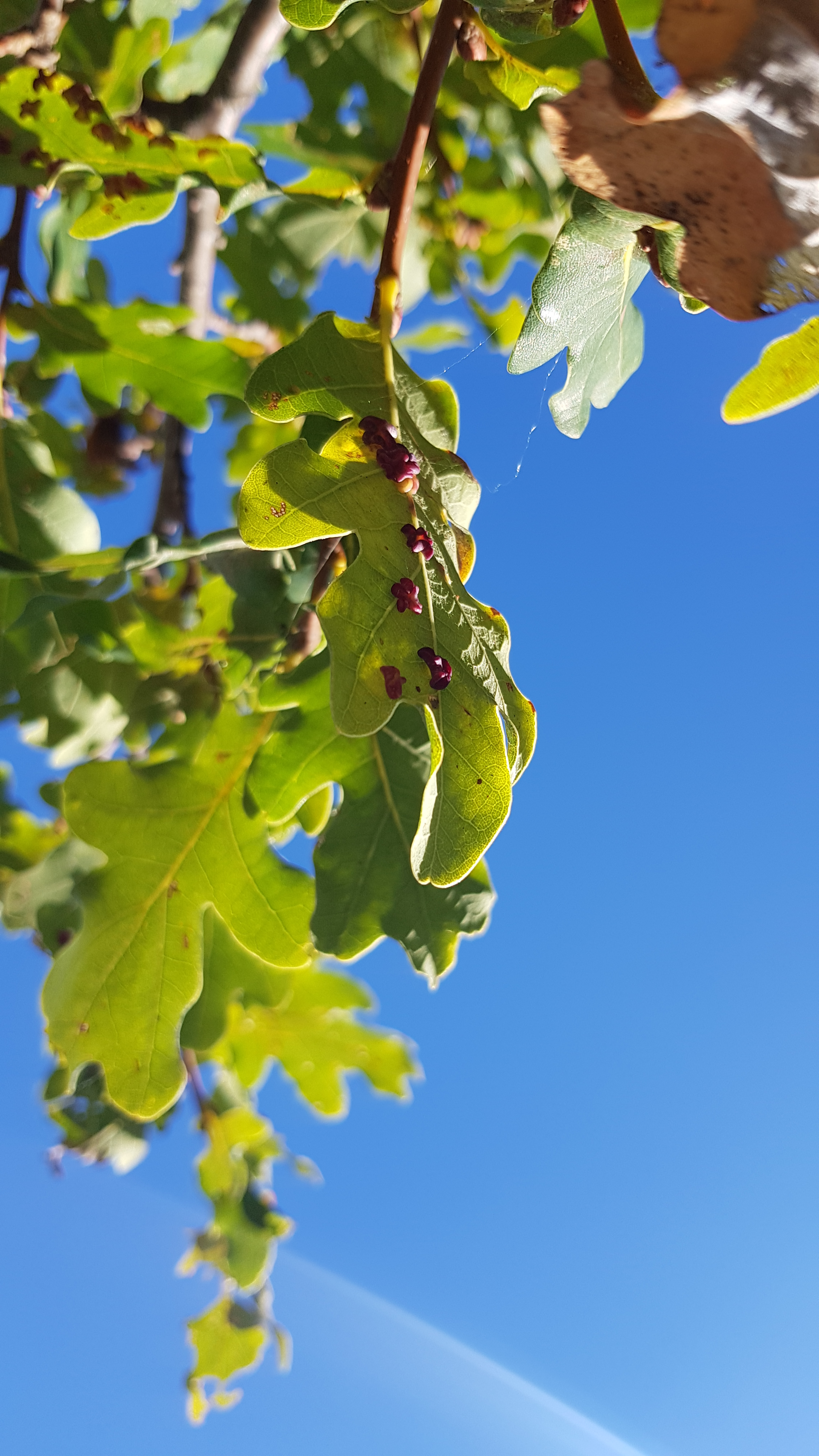
Hálky na spodní straně listu
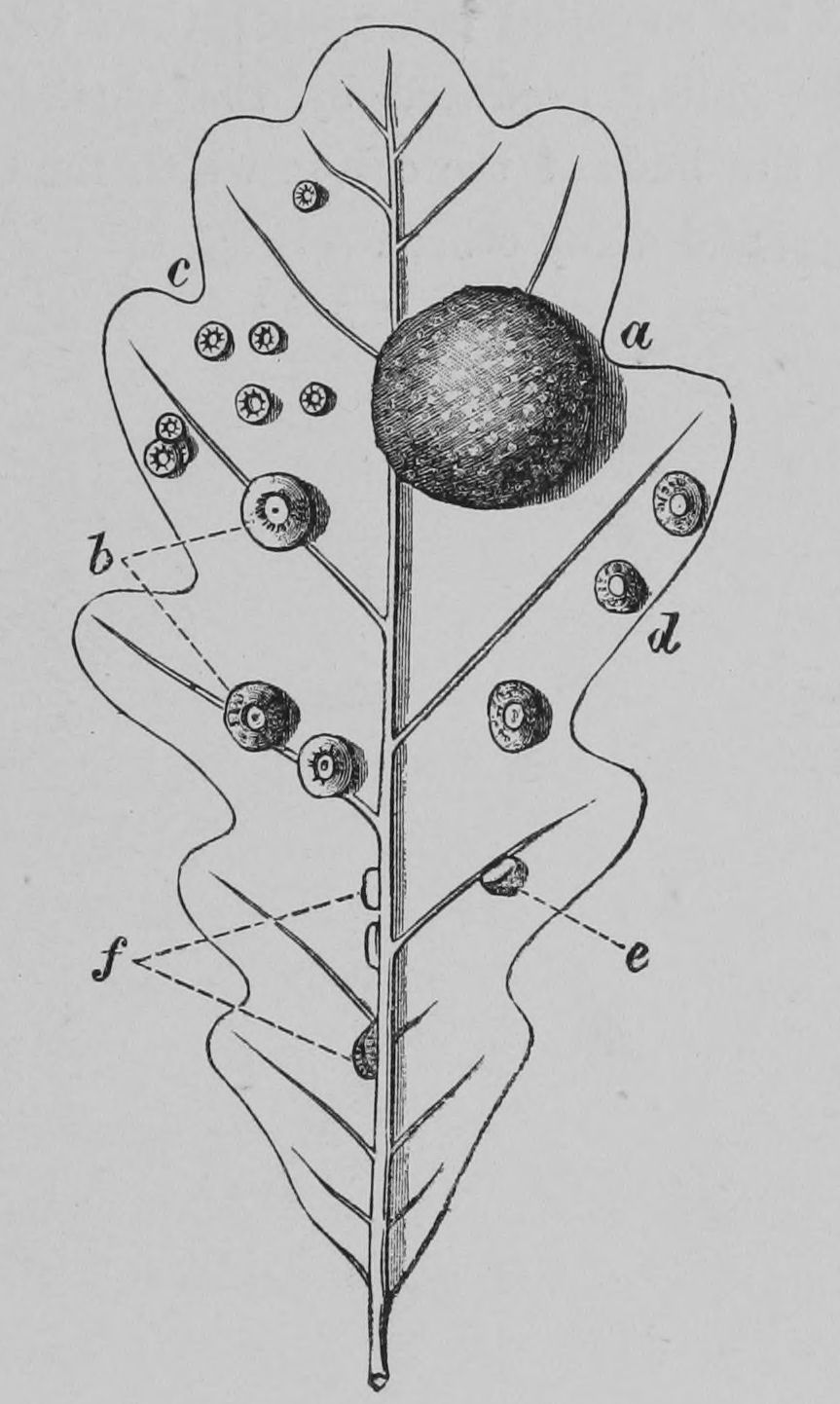
Historická ilustrace hálky na dubu
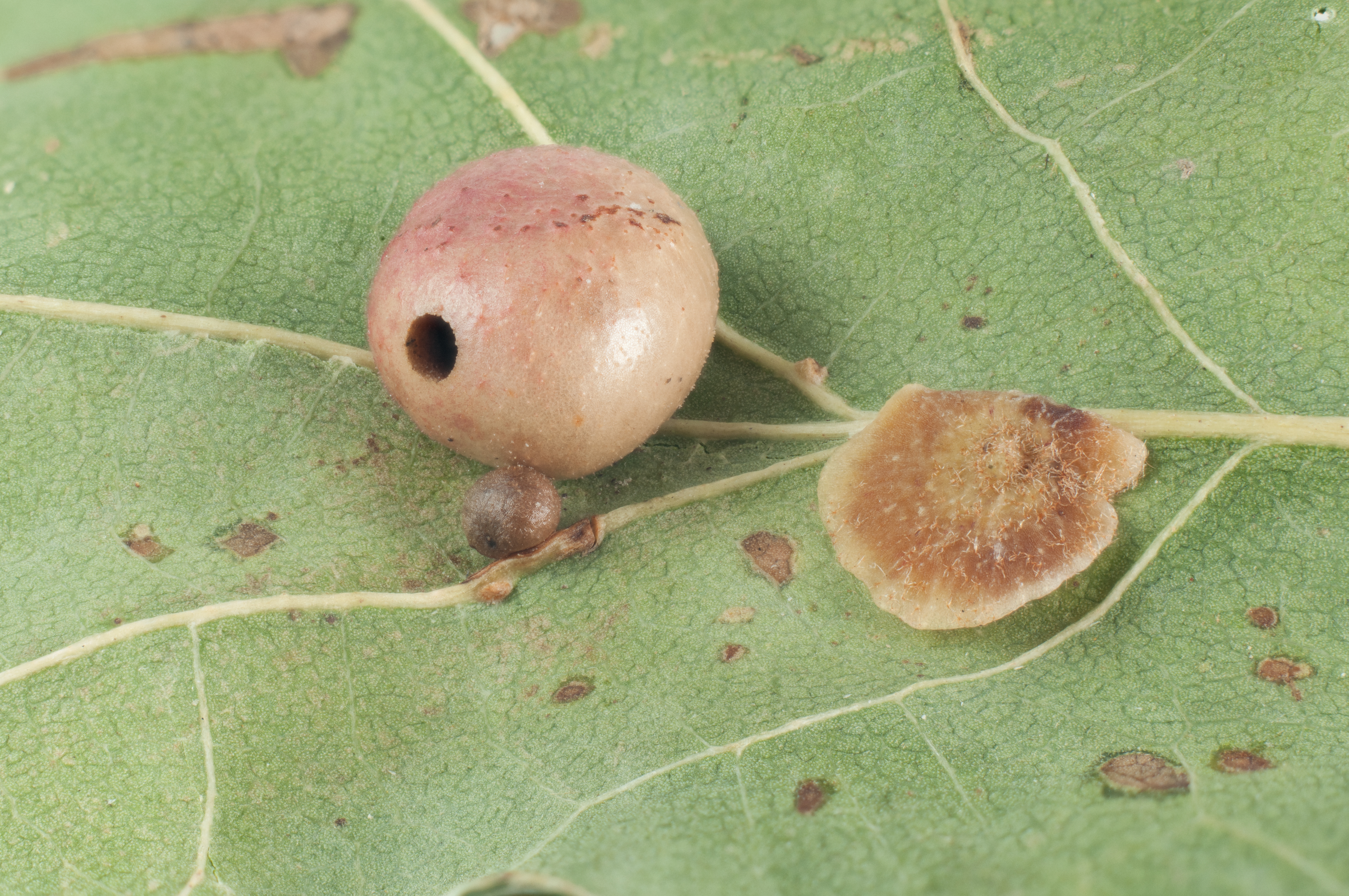
Otvory po vylíhnutí žlabatek